# Patinação artística nos Jogos Olímpicos de Inverno de 2006 - Individual feminino
A competição individual feminina da patinação artística nos Jogos Olímpicos de Inverno de 2006 foi disputado entre 30 patinadoras.

## Medalhistas
| Ouro   | JPN Shizuka Arakawa |
| Prata  | USA Sasha Cohen     |
| Bronze | RUS Irina Slutskaya |

## Resultados

### Programa curto
| #  | Nome                    | País                | TSS   | TES   | PCS   | SS   | TR   | PE   | CH   | IN   | Deduções | StN |
| -- | ----------------------- | ------------------- | ----- | ----- | ----- | ---- | ---- | ---- | ---- | ---- | -------- | --- |
| 1  | Sasha Cohen             | USA Estados Unidos  | 66.73 | 35.33 | 31.40 | 7.75 | 7.54 | 8.00 | 7.89 | 8.07 | 0        | #29 |
| 2  | Irina Slutskaya         | RUS Rússia          | 66.70 | 36.21 | 30.49 | 7.79 | 7.21 | 7.79 | 7.57 | 7.75 | 0        | #18 |
| 3  | Shizuka Arakawa         | JPN Japão           | 66.02 | 35.93 | 30.09 | 7.82 | 7.29 | 7.57 | 7.54 | 7.39 | 0        | #21 |
| 4  | Fumie Suguri            | JPN Japão           | 61.75 | 32.61 | 29.14 | 7.39 | 7.00 | 7.32 | 7.32 | 7.39 | 0        | #27 |
| 5  | Kimmie Meissner         | USA Estados Unidos  | 59.40 | 34.20 | 25.20 | 6.54 | 6.14 | 6.21 | 6.36 | 6.25 | 0        | #2  |
| 6  | Elene Gedevanishvili    | GEO Geórgia         | 57.90 | 33.25 | 24.65 | 6.32 | 5.89 | 6.25 | 6.18 | 6.18 | 0        | #13 |
| 7  | Emily Hughes            | USA Estados Unidos  | 57.08 | 31.71 | 25.37 | 6.46 | 6.04 | 6.43 | 6.32 | 6.46 | 0        | #15 |
| 8  | Miki Ando               | JPN Japão           | 56.00 | 29.12 | 26.88 | 6.96 | 6.50 | 6.64 | 6.71 | 6.79 | 0        | #14 |
| 9  | Joannie Rochette        | CAN Canadá          | 55.85 | 28.87 | 26.98 | 6.86 | 6.61 | 6.71 | 6.79 | 6.75 | 0        | #5  |
| 10 | Sarah Meier             | SUI Suíça           | 55.57 | 30.69 | 24.88 | 6.43 | 5.89 | 6.29 | 6.18 | 6.32 | 0        | #17 |
| 11 | Carolina Kostner        | ITA Itália          | 53.77 | 26.25 | 28.52 | 7.36 | 6.93 | 7.07 | 7.11 | 7.18 | 1        | #28 |
| 12 | Susanna Poykio          | FIN Finlândia       | 53.74 | 28.43 | 25.31 | 6.71 | 6.14 | 6.25 | 6.36 | 6.18 | 0        | #3  |
| 13 | Elena Liashenko         | UKR Ucrânia         | 52.35 | 27.47 | 24.88 | 6.39 | 5.96 | 6.21 | 6.18 | 6.36 | 0        | #26 |
| 14 | Mira Leung              | CAN Canadá          | 50.61 | 29.38 | 21.23 | 5.39 | 5.14 | 5.32 | 5.36 | 5.32 | 0        | #7  |
| 15 | Liu Yan                 | CHN China           | 49.84 | 27.24 | 22.60 | 5.86 | 5.43 | 5.61 | 5.71 | 5.64 | 0        | #10 |
| 16 | Julia Sebestyen         | HUN Hungria         | 49.58 | 26.75 | 23.83 | 6.25 | 5.61 | 5.96 | 6.04 | 5.93 | 1        | #16 |
| 17 | Idora Hegel             | CRO Croácia         | 47.06 | 26.74 | 20.32 | 5.21 | 4.82 | 5.07 | 5.18 | 5.11 | 0        | #6  |
| 18 | Elena Sokolova          | RUS Rússia          | 46.69 | 21.13 | 25.56 | 6.64 | 6.14 | 6.14 | 6.46 | 6.57 | 0        | #11 |
| 19 | Viktoria Pavuk          | HUN Hungria         | 46.40 | 26.78 | 19.62 | 4.96 | 4.71 | 4.93 | 5.00 | 4.93 | 0        | #9  |
| 20 | Kiira Korpi             | FIN Finlândia       | 44.84 | 23.84 | 21.00 | 5.50 | 5.00 | 5.25 | 5.32 | 5.18 | 0        | #4  |
| 21 | Fleur Maxwell           | LUX Luxemburgo      | 44.53 | 24.33 | 20.20 | 5.04 | 4.82 | 5.11 | 5.14 | 5.14 | 0        | #8  |
| 22 | Tugba Karademir         | TUR Turquia         | 44.20 | 25.70 | 18.50 | 4.86 | 4.36 | 4.68 | 4.61 | 4.61 | 0        | #1  |
| 23 | Silvia Fontana          | ITA Itália          | 42.47 | 19.87 | 22.60 | 5.68 | 5.32 | 5.61 | 5.75 | 5.89 | 0        | #19 |
| 24 | Galina Efremenko        | UKR Ucrânia         | 41.25 | 20.43 | 21.82 | 5.64 | 5.29 | 5.50 | 5.46 | 5.39 | 1        | #22 |
| 25 | Joanne Carter           | AUS Austrália       | 40.86 | 21.21 | 20.65 | 5.46 | 4.89 | 5.14 | 5.21 | 5.11 | 1        | #23 |
| 26 | Roxana Luca             | ROM Romênia         | 39.37 | 21.49 | 17.88 | 4.68 | 4.29 | 4.50 | 4.50 | 4.39 | 0        | #24 |
| 27 | Kim Yong Suk            | PRK Coreia do Norte | 39.16 | 19.37 | 19.79 | 5.18 | 4.79 | 4.89 | 4.96 | 4.93 | 0        | #25 |
| 28 | Elena Glebova           | EST Estônia         | 38.47 | 21.06 | 18.41 | 4.82 | 4.36 | 4.61 | 4.68 | 4.54 | 1        | #12 |
| 29 | Anastasia Gimazetdinova | UZB Uzbequistão     | 38.44 | 19.06 | 19.38 | 5.11 | 4.68 | 4.75 | 4.86 | 4.82 | 0        | #20 |

### Patinação livre
| #  | Nome                 | País               | TSS    | TES   | PCS   | SS   | TR   | PE   | CH   | IN   | Deduções | StN |
| -- | -------------------- | ------------------ | ------ | ----- | ----- | ---- | ---- | ---- | ---- | ---- | -------- | --- |
| 1  | Shizuka Arakawa      | JPN Japão          | 125.32 | 62.32 | 63.00 | 8.04 | 7.61 | 7.93 | 7.86 | 7.93 | 0        | #21 |
| 2  | Sasha Cohen          | USA Estados Unidos | 116.63 | 55.22 | 62.41 | 7.75 | 7.57 | 7.86 | 7.79 | 8.04 | 1        | #20 |
| 3  | Irina Slutskaya      | RUS Rússia         | 114.74 | 53.87 | 61.87 | 7.96 | 7.39 | 7.79 | 7.71 | 7.82 | 1        | #24 |
| 4  | Fumie Suguri         | JPN Japão          | 113.48 | 54.23 | 59.25 | 7.54 | 7.14 | 7.39 | 7.43 | 7.54 | 0        | #22 |
| 5  | Joannie Rochette     | CAN Canadá         | 111.42 | 55.29 | 56.13 | 7.07 | 6.75 | 7.04 | 7.11 | 7.11 | 0        | #17 |
| 6  | Kimmie Meissner      | USA Estados Unidos | 106.31 | 52.77 | 53.54 | 6.86 | 6.46 | 6.79 | 6.64 | 6.71 | 0        | #23 |
| 7  | Emily Hughes         | USA Estados Unidos | 103.79 | 53.82 | 50.97 | 6.46 | 6.11 | 6.50 | 6.32 | 6.46 | 1        | #15 |
| 8  | Sarah Meier          | SUI Suíça          | 100.56 | 49.31 | 51.25 | 6.46 | 6.21 | 6.46 | 6.43 | 6.46 | 0        | #16 |
| 9  | Carolina Kostner     | ITA Itália         | 99.73  | 43.84 | 55.89 | 7.18 | 6.71 | 6.96 | 7.04 | 7.04 | 0        | #18 |
| 10 | Elena Sokolova       | RUS Rússia         | 95.66  | 45.38 | 50.28 | 6.57 | 5.96 | 6.29 | 6.29 | 6.32 | 0        | #9  |
| 11 | Liu Yan              | CHN China          | 95.46  | 50.40 | 45.06 | 5.89 | 5.39 | 5.61 | 5.64 | 5.64 | 0        | #10 |
| 12 | Mira Leung           | CAN Canadá         | 94.55  | 51.83 | 42.72 | 5.50 | 5.11 | 5.36 | 5.36 | 5.36 | 0        | #8  |
| 13 | Elene Gedevanishvili | GEO Geórgia        | 93.56  | 43.60 | 49.96 | 6.43 | 5.96 | 6.29 | 6.36 | 6.18 | 0        | #19 |
| 14 | Kiira Korpi          | FIN Finlândia      | 92.36  | 48.84 | 43.52 | 5.71 | 5.14 | 5.39 | 5.50 | 5.46 | 0        | #6  |
| 15 | Susanna Poykio       | FIN Finlândia      | 89.48  | 40.54 | 49.94 | 6.54 | 6.00 | 6.25 | 6.14 | 6.29 | 1        | #13 |
| 16 | Miki Ando            | JPN Japão          | 84.20  | 35.69 | 50.51 | 6.64 | 6.11 | 6.21 | 6.29 | 6.32 | 2        | #14 |
| 17 | Galina Efremenko     | UKR Ucrânia        | 84.12  | 41.70 | 42.42 | 5.54 | 4.96 | 5.36 | 5.36 | 5.29 | 0        | #3  |
| 18 | Elena Liashenko      | UKR Ucrânia        | 81.73  | 36.01 | 45.72 | 5.86 | 5.46 | 5.71 | 5.75 | 5.79 | 0        | #7  |
| 19 | Idora Hegel          | CRO Croácia        | 80.01  | 39.15 | 40.86 | 5.29 | 4.93 | 5.07 | 5.18 | 5.07 | 0        | #11 |
| 20 | Julia Sebestyen      | HUN Hungria        | 79.68  | 34.86 | 45.82 | 6.18 | 5.50 | 5.57 | 5.75 | 5.64 | 1        | #12 |
| 21 | Tugba Karademir      | TUR Turquia        | 79.44  | 42.64 | 36.80 | 4.82 | 4.21 | 4.82 | 4.61 | 4.54 | 0        | #5  |
| 22 | Silvia Fontana       | ITA Itália         | 77.90  | 35.67 | 42.23 | 5.50 | 4.82 | 5.43 | 5.21 | 5.43 | 0        | #1  |
| 23 | Viktoria Pavuk       | HUN Hungria        | 73.45  | 36.58 | 37.87 | 4.89 | 4.39 | 4.82 | 4.79 | 4.79 | 1        | #2  |
| 24 | Fleur Maxwell        | LUX Luxemburgo     | 65.04  | 26.77 | 39.27 | 4.93 | 4.68 | 4.93 | 4.96 | 5.04 | 1        | #4  |

### Resultados finais
| #                                              | Nome                    | País                | Pontos | PC | FS |
| ---------------------------------------------- | ----------------------- | ------------------- | ------ | -- | -- |
|                                                | Shizuka Arakawa         | JPN Japão           | 191.34 | 3  | 1  |
|                                                | Sasha Cohen             | USA Estados Unidos  | 183.36 | 1  | 2  |
|                                                | Irina Slutskaya         | RUS Rússia          | 181.44 | 2  | 3  |
| 4                                              | Fumie Suguri            | JPN Japão           | 175.23 | 4  | 4  |
| 5                                              | Joannie Rochette        | CAN Canadá          | 167.27 | 9  | 5  |
| 6                                              | Kimmie Meissner         | USA Estados Unidos  | 165.71 | 5  | 6  |
| 7                                              | Emily Hughes            | USA Estados Unidos  | 160.87 | 7  | 7  |
| 8                                              | Sarah Meier             | SUI Suíça           | 156.13 | 10 | 8  |
| 9                                              | Carolina Kostner        | ITA Itália          | 153.50 | 11 | 9  |
| 10                                             | Elene Gedevanishvili    | GEO Geórgia         | 151.46 | 6  | 13 |
| 11                                             | Liu Yan                 | CHN China           | 145.30 | 15 | 11 |
| 12                                             | Mira Leung              | CAN Canadá          | 145.16 | 14 | 12 |
| 13                                             | Susanna Poykio          | FIN Finlândia       | 143.22 | 12 | 15 |
| 14                                             | Elena Sokolova          | RUS Rússia          | 142.35 | 18 | 10 |
| 15                                             | Miki Ando               | JPN Japão           | 140.20 | 8  | 16 |
| 16                                             | Kiira Korpi             | FIN Finlândia       | 137.20 | 20 | 14 |
| 17                                             | Elena Liashenko         | UKR Ucrânia         | 134.08 | 13 | 18 |
| 18                                             | Julia Sebestyen         | HUN Hungria         | 129.26 | 16 | 20 |
| 19                                             | Idora Hegel             | CRO Croácia         | 127.07 | 17 | 19 |
| 20                                             | Galina Efremenko        | UKR Ucrânia         | 125.37 | 24 | 17 |
| 21                                             | Tugba Karademir         | TUR Turquia         | 123.64 | 22 | 21 |
| 22                                             | Silvia Fontana          | ITA Itália          | 120.37 | 23 | 22 |
| 23                                             | Viktoria Pavuk          | HUN Hungria         | 119.85 | 19 | 23 |
| 24                                             | Fleur Maxwell           | LUX Luxemburgo      | 109.57 | 21 | 24 |
| Não avançaram para a fase de "patinação livre" |                         |                     |        |    |    |
| 25                                             | Joanne Carter           | AUS Austrália       | 40.86  | 25 |    |
| 26                                             | Roxana Luca             | ROM Romênia         | 39.37  | 26 |    |
| 27                                             | Kim Yong Suk            | PRK Coreia do Norte | 39.16  | 27 |    |
| 28                                             | Elena Glebova           | EST Estônia         | 38.47  | 28 |    |
| 29                                             | Anastasia Gimazetdinova | UZB Uzbequistão     | 38.44  | 29 |    |

Legenda
| Recorde mundial      | Recorde mundial (World record)               |                       | Recorde africano                      | Recorde africano (African) |                                           | Q | Classificado por posição (Qualified) |
| Recorde olímpico     | Recorde olímpico (Olympic record)            | Recorde da América    | Recorde da América (Americas)         | q                          | Classificado por melhor tempo (Qualified) |   |                                      |
| Melhor marca do ano  | Melhor marca do ano (World leading)          | Recorde asiático      | Recorde asiático (Asian)              | DNS                        | Não largou (Did not start)                |   |                                      |
| Recorde nacional     | Recorde nacional (National record)           | Recorde europeu       | Recorde europeu (European)            | DNF                        | Não terminou (Did not finish)             |   |                                      |
| Recorde pessoal      | Recorde pessoal do atleta (Personal best)    | Recorde da Oceania    | Recorde da Oceania (Oceania)          | DSQ / DQ                   | Desclassificado (Disqualified)            |   |                                      |
| Recorde da temporada | Recorde da temporada do atleta (Season best) | Recorde sul-americano | Recorde sul-americano (South America) | NM                         | Sem marca (No mark)                       |   |                                      |